# Libellula croceipennis
Libellula croceipennis ist eine Libellen-Art der Gattung Libellula aus der Unterfamilie Libellulinae. Ihr Verbreitungsgebiet erstreckt sich vom Südwesten der USA bis nach Kolumbien.

## Merkmale

### Bau der Imago
Das Tier erreicht eine Länge von 54 bis 59 Millimetern, wobei 32 bis 39 Millimeter davon auf das Abdomen entfallen. Die Art ist ausgefärbt im Gesicht, an der Vorderseite des Thorax, am Abdomen sowie an den Hinterleibsanhängen leuchtend rot. Von der Seite gesehen ist der Thorax bräunlich mit einem leichten Stich ins Rote. Des Weiteren weist er keine Musterungen auf. Junge Tiere hingegen sind rötlich-braun mit einem gelben Streifen entlang der Oberseite des Abdomens.
Die Hinterflügel erreichen eine Länge von 35 bis 47 Millimetern. Auf beiden Flügeln der Männchen findet sich am Ansatz ein bernsteingelber Schatten, der sich bis zum Flügeldreieck ausdehnt. Die Flügel der Weibchen sind durchsichtig. Das Pterostigma ist braun und hat eine Länge von ungefähr 6 Millimetern. 
Die Beine sind braun und mit schwarzen Borsten besetzt. Das achte abdominale Segment ist bei Weibchen deutlich verbreitert.

### Bau der Larve
Die Larven besitzen zentral im Gesicht sitzende Augen und haben ein langes, sich zum Ende hin verjüngendes Abdomen. Der Rand des unpaaren Vorderteils des Labium, das sogenannte Prämentum ist glatt.

## Ähnlich aussehende Arten
Der Libellula croceipennis sieht die L. saturata ähnlich, deren Pterostigma allerdings stets kürzer als 5 Millimeter ist. Auch ist bei L. saturata die Flügelfärbung stärker ausgeprägt und erstreckt sich über den Nodus hinweg.
Die Arten L. needhami und L. auripennis sind dadurch von der L. croceipennis zu unterscheiden, dass sie einen schwarzen Streifen längs des Abdomens aufweisen. Die auch leicht zu verwechselnde Dythemis maya hat einen wesentlich schlankeren Thorax.

## Weblink
- Libellula croceipennis in der Roten Liste gefährdeter Arten der IUCN 2013.2. Eingestellt von: Paulson, D. R., 2007. Abgerufen am 22. Februar  2014.